# دیوید آنیون
دیوید آنیون (انگلیسی: David Añón؛ زادهٔ ۳ آوریل ۱۹۸۹) بازیکن فوتبال اهل اسپانیا است.
از باشگاه‌هایی که در آن بازی کرده‌است می‌توان به باشگاه فوتبال آلباسته بالومپیه و باشگاه فوتبال دپورتیوو لاکرونیا اشاره کرد.